# Fußball-Verbandsliga Saarland (Frauen)
Die Verbandsliga Saarland ist die höchste Spielklasse im Gebiet des Saarländischen Fußballverbandes. Seit Einführung der 2. Frauen-Bundesliga zur Saison 2004/05 stellt die Verbandsliga die vierthöchste Spielklasse im deutschen Ligensystem der Frauen dar.
Die Liga umfasst in der Regel zwölf Mannschaften, die jeweils in einem Heim- und Auswärtsspiel – aufgeteilt auf eine Hin- und Rückrunde – gegeneinander spielen. Der Meister steigt in die Regionalliga Südwest auf; mindestens eine Mannschaft steigt in die Landesliga ab.

## Teilnehmer der Saison 2024/25
In der vergangenen Saison spielten folgende Vereine in der Verbandsliga:
- SV Bardenbach
- FC Bierbach
- SC Bliesransbach
- SV Elversberg II
- SC Falscheid
- SG Parr Medelsheim
- SG Nahe (Spielgemeinschaft aus FC Selbach und SV Neunkirchen/Nahe)
- 1. FC Riegelsberg II
- 1. FC Saarbrücken II
- DJK St. Ingbert
- FC Blau-Weiß St. Wendel
- SSV Eintracht Überherrn

## Meister
Die nachfolgenden Auflistungen enthalten nur die Meister seit der Saison 2004/05. Die Saisons 2019/20 und 2020/21 wurden aufgrund der COVID-19-Pandemie vorzeitig abgebrochen. 2020 kam dabei die Quotientenregel zum Einsatz; 2021 wurde der Auf- und Abstieg ausgesetzt.

### Liste der Meister
- 2004/05: DJK Niederlosheim
- 2005/06: SG Parr Medelsheim
- 2006/07: 1. FC Saarbrücken II
- 2007/08: FC 08 Elm
- 2008/09: SV Bardenbach
- 2009/10: FSG Blau Weiss DJK Niederlosheim
- 2010/11: SV Furpach
- 2011/12: SSV Saarlouis
- 2012/13: SV Dirmingen
- 2013/14: 1. FC Riegelsberg
- 2014/15: 1. FC Riegelsberg
- 2015/16: SV Bliesmengen-Bolchen
- 2016/17: DJK Saarwellingen
- 2017/18: SG Parr Medelsheim
- 2018/19: SV Göttelborn
- 2019/20: SV Dirmingen
- 2020/21: kein Staffelsieger
- 2021/22: SV Bardenbach
- 2022/23: 1. FC Saarbrücken II
- 2023/24: SV Dirmingen
- 2024/25: FC Bierbach

### Rekordsieger
| Platz | Verein                           | Titel | Jahre              |
| ----- | -------------------------------- | ----- | ------------------ |
| 1.    | SV Dirmingen                     | 3     | 2013, 2020, 2024   |
| 2.    | SV Bardenbach                    | 2     | 2009, 2022         |
| 2.    | SG Parr Medelsheim               | 2     | 2006, 2018         |
| 2.    | 1. FC Riegelsberg                | 2     | 2014, 2015         |
| 2.    | 1. FC Saarbrücken                | 2     | 2007 (a), 2023 (a) |
| 6.    | FC Bierbach                      | 1     | 2025               |
| 6.    | SV Bliesmengen-Bolchen           | 1     | 2016               |
| 6.    | FC 08 Elm                        | 1     | 2008               |
| 6.    | SV Furpach                       | 1     | 2011               |
| 6.    | SV Göttelborn                    | 1     | 2019               |
| 6.    | DJK Niederlosheim                | 1     | 2005               |
| 6.    | FSG Blau Weiss DJK Niederlosheim | 1     | 2010               |
| 6.    | SSV Saarlouis                    | 1     | 2012               |
| 6.    | DJK Saarwellingen                | 1     | 2017               |